# Deportivo Pinozá Asunción
Club Deportivo Pinozá jest paragwajskim klubem piłkarskim z siedzibą w mieście Asunción, w dzielnicy Bernardino Caballero.

## Osiągnięcia
- Mistrz drugiej ligi paragwajskiej (Segunda división paraguaya): 1946

## Historia
Klub założony został 11 stycznia 1921 roku i gra obecnie w czwartej lidze paragwajskiej Segunda de Ascenso.